# Изгубљена част
Изгубљена част (тур. Fatmagül’ün suçu ne?) турска је телевизијска серија, снимана од 2010. до 2012. са главним улогама које тумачe Берен Сат, Енгин Акјурек, Сумру Јавруџук, Муса Узунлар, Фират Челик, Мурат Далтабан. Кан Ташанер и Енгин Озтурк.
У Србији је од 2012. до 2014. емитована на Првој телевизији.
Од 13. фебруара 2020. се премијерно приказује на кабловском каналу Прва ворлд.

## Радња
Фатмагул живи у градићу на обали мора са својим лаковерним братом Рахмијем и његовом супругом Мукадес. Броји дане до тренутка када ће се удати за свог вереника и љубав из детињства, рибара Мустафу, који је безусловно воли и поштује. Не усуђује се ни да је дотакне, плашећи се да би тиме могао да укаља њену чедност и стрпљиво чека дан када ће сеоска лепотица бити само његова.
Керим живи у истом граду. Када је био дечак, отац је напустио њега и мајку због друге жене. Градска исцелитељка Ебе Нани преузима бригу о њему након што му се мајка убија. Сваког лета, Керим би чекао своје пријатеље из детињства, Селима, Ердогана и Вурала, који потичу из имућних породица и живе у великим градовима. Иако се класна разлика није примећивала док су били деца, јаз је с годинама постајао све већи, те се могла приметити разлика између скромног сеоског младића и градских момака заслепљених новцем. 
У ноћи Селимове веридбе, пут пијаних пријатеља укрстиће се са путем невине Фатмагул, која је управо испратила свог вереника на пучину. Пијанице прво збијају шале на њен рачун, а потом је силују и остављају је полумртву на плажи. Када Мустафа сазна шта се догодило, заслепљен бесом оставља вереницу, док Селимова породица присиљава Керима да ожени несрећну девојку. Фатмагул је убеђена да је и Керим силовао, иако младић није учинио ништа. Хоће ли успети да је убеди да је невин? Да ли ће бездушни силоватељи бити у стању да наставе нормалан живот са овим грехом на души? Хоће ли Фатмагул моћи да живи са чињеницом да је обележена за цео живот и успети да заволи Керима?

## Сезоне
| Сезона | Сезона | Број епизода (н) / (и)         | Приказивање у Турској                 | Приказивање у Србији                                                                |
| ------ | ------ | ------------------------------ | ------------------------------------- | ----------------------------------------------------------------------------------- |
|        | 1      | 39 / 82 (1 – 39) / (1 — 82)    | 16. септембар 2010 — 16. јун 2011. () | 25. јун 2012 — 5. октобар 2012. (Прва) 13. фебруар 2020 — 3. јун 2020. (Прва ворлд) |
|        | 2      | 41 / 87 (40 – 80) / (83 — 169) | 8. септембар 2011 — 21. јун 2012. ()  | 23. децембар 2013 — 12. јун 2014. (Прва) 4. јун 2020 — још траје (Прва ворлд)       |

## Улоге
| Глумац              | Улога            | Епизода |
| ------------------- | ---------------- | ------- |
| Берен Сат           | Фатмагул Кетенџи | 1-      |
| Енгин Акјурек       | Керим Илгаз      | 1-      |
| Сумру Јавруџук      | Мерјем Аксој     | 1-      |
| Муса Узунлар        | Решат Јашаран    | 1-      |
| Фират Челик         | Мустафа Налчали  | 1-      |
| Мурат Далтабан      | Мунир Телџи      | 1-      |
| Кан Ташанер         | Ердоган Јашаран  | 1-      |
| Енгин Озтурк        | Селим Јашаран    | 1-      |
| Бугра Гулсој        | Вурал Намли      | 1-      |
| Седа Гувен          | Мелтем Алагоз    | 1-      |
| Дениз Туркали       | Перихан Јашаран  | 1-      |
| Есра Дерманџиоглу   | Мукадес Кетенџи  | 1-      |
| Булент Сејран       | Рахми Кетенџи    | 1-      |
| Веда Јуртсевер Ипек | Ендер Алагоз     | 1-      |
| Азиз Сарван         | Туранер Алагоз   | 1-      |
| Мехмет Услу         | Рифат Јашаран    | 1-      |
| Сервет Пандур       | Леман Намли      | 2-      |
| Зухту Еркан         | Шемси Намли      | 2-      |
| Саџиде Ташанер      | Халиде Налчали   | 1-      |
| Тојгун Атеш         | Емин Налчали     | 1-      |
| Дениз Бајташ        | Хилмије Јашаран  | 1-      |
| Ата Јилмаз Онал     | Мурат Кетенџи    | 1-      |
| Џиван Џанова        | Кадир Пакалин    |         |
| Алпер Сајлик        | Самин            |         |
| Севтап Озалтун      | Асуде Асу        |         |
| Алпер Кут           | Омер Акари       |         |
| Емре Јетим          | Емре             |         |
| Нилај Каја          | Гаје             |         |
| Клара Фрост         | Кристен Нортон   |         |